# Nieuw-Guinese slijkekster
De Nieuw-Guinese slijkekster  (Grallina bruijnii) is een vrij kleine vogel van Nieuw Guinea. Hij lijkt op de Australische slijkekster, maar is kleiner en hij heeft een ander leefgebied.

## Kenmerken
De volwassen vogel is 20 cm lang. Mannetje en vrouwtje lijken sterk op elkaar, maar er zijn verschillen in het zwart-witpatroon. Het vrouwtje en de onvolwassen vogels hebben een witte buik en borst en een duidelijke witte wenkbrauwstreep, terwijl het mannetje een zwarte kop heeft en zwart van onder.

## Leefwijze
In zijn leefgebied is het een opvallende en luidruchtige vogel die voorkomt in groepjes of in paren foeragerend op insecten tussen grind en stenen van bergbeken.

## Verspreiding en leefgebied
Het is een vogel van snelstromende beken in bossen en ondergroei in bergachtig gebied op een hoogte van 400 tot 2400 meter boven de zeespiegel in Nieuw-Guinea. De vogel is vrij schaars, maar niet kwetsbaar of bedreigd.

## Naamgeving
De wetenschappelijke naam van de Nieuw-Guinese slijkekster verwijst naar de Nederlandse onderzoeker en handelaar in dieren Antonie Augustus Bruijn.